# 神田利則
神田 利則（かんだ としのり、1970年12月27日 - ）は、日本のタレント、俳優。元・スペースクラフト・エンタテインメント所属。東京都墨田区出身。明治大学付属中野高等学校定時制卒業。
1986年に相田康次と4代目いいとも青年隊「半熟隊」としてデビュー。
1990年代を中心にバラエティ番組で活動した。その後は舞台などで活動中。
血液型はA型。山羊座。身長165cm。小椋佳は叔父に当たる。

## 特技
- サーフィン
- スノーボード

## エピソード
- 「半熟隊」としてデビューした当時の年齢は15歳。これは歴代の青年隊において最年少である。
- 2003年1月19日に開催された『桃太郎電鉄11 ブラックボンビー出現!の巻』のハドソン公認の大会イベント「JAPANCUP2003」で、初プレイながら準優勝という好成績を収めたこともある。
- 『ウッチャンナンチャンのやるならやらねば!』のコントキャラクター、北神田三郎名義でシングルCDをリリースしたことがあった。
- 若い頃はウエストが63センチと細かった。『笑っていいとも!』放送中に計測しているほか、女性物衣装が着用出来るくらいに痩せている。モノマネ番組で中森明菜を披露した時には、前回飯島愛が着用していた服をそのまま着ている。
- ゲスト不明のテレビ番組公開イベントにおいて司会の夏木ゆたかが「ゲストは今人気絶頂のKTです」と前説。会場が盛り上がった状態で神田が登場し、大観衆の罵声をくらった。当時人気のKTはSMAPの木村拓哉を指し、木村がゲストだと早合点した観客が怒ったのが罵声の原因である。責任を感じた夏木は観客に対し「カンダ」コールを仕向けるが、すぐに「カエレ」コールに変わり、収拾がつかないまま神田は退場した。
- 現在は、スーパーの冷蔵ケースの設営等をする内装業に就き、その合間に芸能活動をしている[1]。
- 極度の潔癖症で、家から帰るとハンドソープを使って丁寧に10分以上掛けて手を洗う。また、ボディソープも1ヶ月に7〜8本使う[1]。

## 出演

### バラエティ
- 森田一義アワー 笑っていいとも!（「半熟隊」として：1986年3月31日 - 1987年10月2日フジテレビ系列）
- 森田一義アワー 笑っていいとも!（レギュラーとして：1990年4月 - 1993年9月、フジテレビ系列）
- 神田正輝の30日間30万円世界一周の旅（1994年、TBS系列）
- ウッチャンナンチャンのやるならやらねば!（フジテレビ系列）
- ウンナンの気分は上々。（TBS系列）
- ものまねバトル大賞（日本テレビ系列）
- クイズ どんなMONだい?!（日本テレビ系列）不定期出演
- ぐるぐるナインティナイン（日本テレビ系列）
- 有吉ゼミ（2014年9月15日、日本テレビ系列）

### テレビドラマ
- オジロの海（1990年6月19日、TX）- 龍岡大志 役
- 外科医有森冴子 第1シリーズ 第10話「帰宅拒否症候群」（1990年、日本テレビ系列）
- 世にも奇妙な物語　『プリズナー』 （1991年、フジテレビ系列）
- もう誰も愛さない（1991年、フジテレビ系列）
- 空と海をこえて（TBS系列）
- 愛しあってるかい!（フジテレビ系列）
- キライじゃないぜ（TBS系列）
- 都会の森（1990年、TBS系列） - 中原草太 役
- 月曜ドラマスペシャル「松本清張作家活動40年記念・黒い画集 坂道の家」（1991年8月26日、TBS系列） - 学生 役
- 大空港'92（テレビ朝日系列）
- めざせ!金メダル 山口香物語（1992年、関西テレビ放送制作）
- ザ・美容室（2000年1月4日 - 3月31日、東海テレビ放送） - 井上良平 役
- 土曜ワイド劇場「おばはん刑事!流石姫子5 小樽ガラスの街連続殺人」（2000年10月14日、テレビ朝日系列）
- 愛は正義（2001年2月16日、テレビ朝日系列）
- 霊感バスガイド事件簿（テレビ朝日系列）
- 土曜ワイド劇場「女刑事ふたり〜赤い月連続殺人!!」（2008年3月8日、テレビ朝日系列） - 横田篤 役

### 映画
- 童貞物語2 チェリーボーイ （1988年7月30日公開）
- 昭和鉄風伝 日本海 （1991年公開）
- ハート・オブ・ザ・シー (A heart of the sea)（第一通信社、2003年8月17日公開）
- 最後の晩餐（アムモ、2005年2月12日公開）